# 발 킬머
발 킬머(Val Kilmer, 1959년 12월 31일~2025년 4월 1일)는 미국의 배우이다.

## 출연 작품
- 도어즈 - 짐 모리슨 역
- 썬더하트 - 레이 르보이 역
- 탑건 - 아이스맨 역
- 고스트 앤 다크니스
- 세인트 - 사이먼 템플러 역
- 윌로우 - 매드마티건 역
- 레드 플래닛 - 로비 겔라거 역
- 집행자 - 대니 파커 / 톰 반 알렌 역
- 배트맨 포에버 - 배트맨 / 브루스 웨인 역
- 툼 스톤 - 닥 할러데이 역
- 알렉산더 - 필립 역
- 송 투 송 - 두에인 역
- 스노우맨 - 게르트 라프토 역
- 탑건: 매버릭 - 아이스맨 역